# Rakouský státní archiv

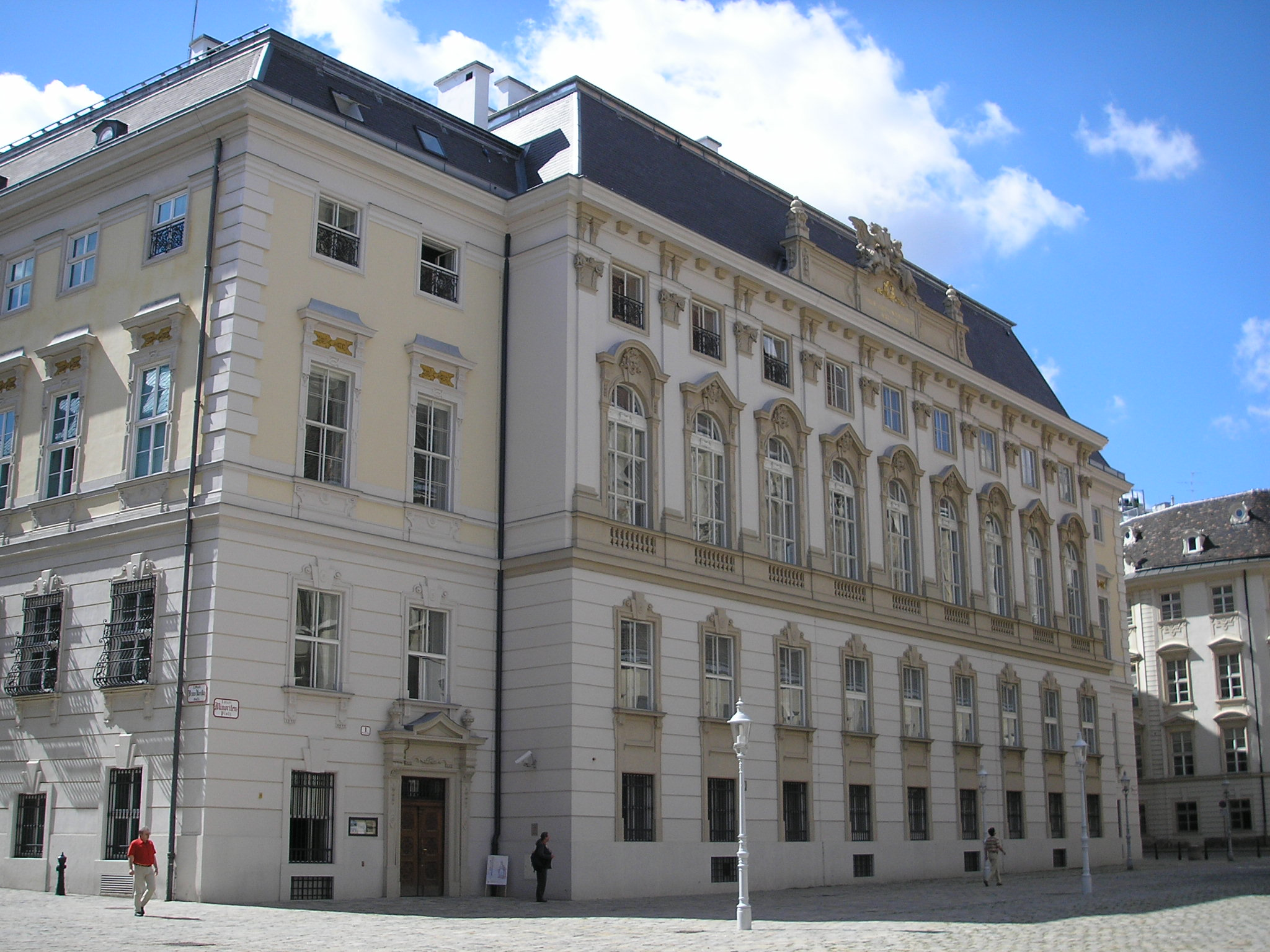
Samostatná budova, kde sídlí oddělení Haus-, Hof- und Staatsarchiv na Minoritenplatzu

Rakouský státní archiv (německy Österreichisches Staatsarchiv, ve zkratce ÖStA) je centrální archiv Rakouské republiky se sídlem ve Vídni. Za počátek archivu se někdy považuje rok 1749, kdy Marie Terezie zřídila první státní archiv, nicméně až do konce 19. století existovala řada samostatných centrálních archivů v habsburské monarchii, poté dochází k výraznějšímu slučování. Prakticky současnou podobu dostal archiv po roce 1945, od roku 2000 ho upravuje spolkový archivní zákon (BGBl 162/1999) a archiv spadá pod úřad spolkového kancléře.

## Oddělení
Archiv se dělí na 5 oddělení (Abteilungen):
- Archiv der Republik (Archiv republiky)
- Allgemeines Verwaltungsarchiv (Obecný správní archiv)
- Kriegsarchiv (Válečný archiv)
- Finanz- und Hofkammerarchiv (Finanční archiv a Archiv dvorské komory)
- Haus-, Hof- und Staatsarchiv (Domácí, dvorský a státní archiv)